# Bernhard von Limburger
Bernhard von Limburger, auch genannt Limmy, (* 26. Februar 1901 in Dölitz bei Leipzig; † 1981 in Basel) war ein deutscher Golfarchitekt und einer der Pioniere des Golfsports in Deutschland. Sein vollständiger Name lautete Oskar Bernhard Limburger von Hoffmann, unter dem er jedoch nach 1926 nicht mehr auftrat. 1979, als er seine letzte Golfanlage entwarf, trugen mehr als ein Drittel aller existierenden deutschen Golfplätze seine Handschrift. Dazu kommen noch einige im Ostblock verlorengegangene Plätze. Bis heute ist er damit der produktivste und auch international renommierteste deutsche Golfarchitekt.

## Leben
Bernhard von Limburger war der Sohn des Kaufmanns Paul Bernhard Limburger (1861–1905), Inhaber der von Jacob Bernhard Limburger gegründeten Seidenwarenhandlung, und dessen Ehefrau Martina Limburger geb. Freiin von Hoffmann (1869–1956), Tochter des Bankiers Oskar Freiherr von Hoffmann (1832–1912). Er lernte das Golfspielen im Alter von zwölf Jahren in Schottland. Nachdem er in seine Heimatstadt Leipzig zurückgekehrt war, wurde er Mitglied im Golf-Club Gaschwitz und entwickelte sich in der Folge zu einem der besten Amateurspieler Deutschlands. So gewann er in den Jahren 1921, 1922 und 1925 die deutsche Verbandsmeisterschaft, was ihm den Einstieg in die Golfarchitektur ermöglichte. Seinen ersten Auftrag bekam er um 1926 in Plaue bei Flöha, wo er mit einem durchaus selbstbewussten Auftritt im Stil eines Walter Hagen und dem Verzicht auf jegliches Honorar überzeugte.
Obwohl Limmy, so sein Spitzname, Rechtswissenschaften studierte und mit Promotion abschloss, arbeitete er nie als Jurist. Stattdessen entschloss er sich früh zu einer Karriere im Golfbereich und gründete den Deutschen Golf-Verlag, in dem im April 1925 die erste Ausgabe der Zeitschrift Golf erschien. Wenig später wurde die Zeitschrift offizielles Organ des Deutschen Golf-Verbands. Die Einsteigerbroschüre Was ist Golf? erschien ebenfalls 1925 und wurde bis ins Jahr 1970 nachgedruckt, insgesamt konnte von Limburger um die 44.000 Exemplare absetzen. Seit 2020 wird durch die Stadt Leipzig offiziell daran erinnert, dass der Deutsche Golf-Verlag, der die Fachzeitschrift herausbrachte, seinen Sitz im Europahaus am Augustusplatz hatte.
Seine publizistische Tätigkeit setzte er nach Zweiten Weltkrieg in Ulm fort, wo er in seinem neu gegründeten Münstertorverlag Übersetzungen englischer Golfbücher, aber auch eigene Werke herausgab. Seine „Golf-Trilogie“ bestehend aus „Geliebtes Golf“ (1967), „Golf am Kamin“ (1967) und „Unser Golf“ (1979) zählt zu den Klassikern im Bereich der Golf-Essays. „Die Rasenfibel“ (1962) gilt als die erste deutsche Publikation zum Thema Greenkeeping, mit dem sich Bernhard von Limburger schon in den 1920er Jahren beschäftigte.
Trotz seiner umfangreichen publizistischen Tätigkeit betrachtete er sich in erster Linie als Platzdesigner. Nach dem ersten Versuch in Plaue bei Flöha über 18 Loch, bei dem sich noch zwei Bahnen kreuzten und am Ende weniger als 5300 Meter Gesamtlänge herauskamen, folgten weitere Aufträge im 9-Loch Format. Aus dieser frühen Periode zählt der Platz Feldafing am Starnberger See noch heute zu den führenden Plätzen Deutschlands, andere Layouts wie die in Bad Saarow, Marienbad oder auf der Insel Föhr existieren nicht mehr.
Sicher konnte er auch deshalb schnell Fuß fassen, weil in den Clubs wenig Wissen um Golfarchitektur und am Markt keine einheimische Konkurrenz vorhanden war. Um 1930 begann er jedoch auch sich ernsthaft mit der Thematik zu befassen und die wichtigen Werke von Alister MacKenzie, Tom Simpson und Charles Blair Macdonald zu studieren. Von ihnen übernahm er die Philosophie des strategischen Designs, das zu dieser Zeit einen ersten Höhepunkt erlebte und heute als Goldenes Zeitalter der Golfarchitektur bekannt ist.
Mit dem Berliner Architekten Karl Hoffmann, der den Golfplatz des Mittelrheinischen Golfclub Bad Ems (1928) und das berühmte Clubhaus des Golf- und Land-Club Berlin-Wannsee (im Stil des Neuen Bauens) entworfen hatte, arbeitete von Limburger ab 1933 in einer festen Partnerschaft zusammen. Zu ihrem gemeinsamen Werk zählen insbesondere die Meisterschaftsplätze des Krefelder Golfclubs und des Golf- und Land-Clubs Köln in Refrath. Letzterer konnte aufgrund des Zweiten Weltkriegs erst 1955, drei Jahre nach Hoffmanns Tod, fertiggestellt werden.
Die Zeit des Nationalsozialismus ging auch an Bernhard von Limburger nicht spurlos vorüber. Er benannte seine Zeitschrift um in „Deutsche Golfzeitung“ und germanisierte Diktion, Themen und englische Fachbegriffe. Inwieweit dies freiwillig oder unter Druck geschah, ist nicht bekannt. Jedoch unterhielt er gute Beziehungen zu nicht-arischen Freunden und half ihnen bei der Emigration. Wegen des Hörens ausländischer Radiosender wurde sein Reisepass kurzzeitig eingezogen, einflussreiche Freunde verhinderten aber Schlimmeres. 1943 wurde die Golfzeitung aufgrund Papiermangels eingestellt und ihr Herausgeber als Übersetzer für die Wehrmacht verpflichtet.
Nach Kriegsende wurden die noch intakten Golfplätze in Deutschland von den Alliierten konfisziert und erst allmählich wieder zurückgegeben, so dass der Golfsport in der BRD nur langsam wieder in Gang kam. In der DDR war er sogar verpönt, galt er doch als Sport des kapitalistischen Westens, so dass bis 1990 sämtliche ostdeutschen Golfplätze ungenutzt verrotteten. Bernhard von Limburger kam über kleinere Aufträge der in Deutschland stationierten US-Streitkräfte wieder ins Geschäft, später baute er auch ganze Plätze für sie als Ersatz für die wieder zurückgegebenen Anlagen.
Zwischen 1952 und 1980 schuf er den Großteil seines Werks, insgesamt über 60 neue Layouts und zehn Re-Designs, darunter auch einige im europäischen Ausland. Die meisten renommierten Projekte in Deutschland verbuchte er in dieser Zeit für sich, nur der Brite Donald Leslie Harradine konnte ihm nennenswerte Konkurrenz machen. Neben diesem, dem Spanier Javier Arana und dem Briten Frederick George Hawtree dominierte Bernhard von Limburger die europäische Szene. Die wichtigsten Impulse in der Golfarchitektur gingen allerdings von den USA aus, hauptsächlich von Robert Trent Jones und Pete Dye.

## Werk

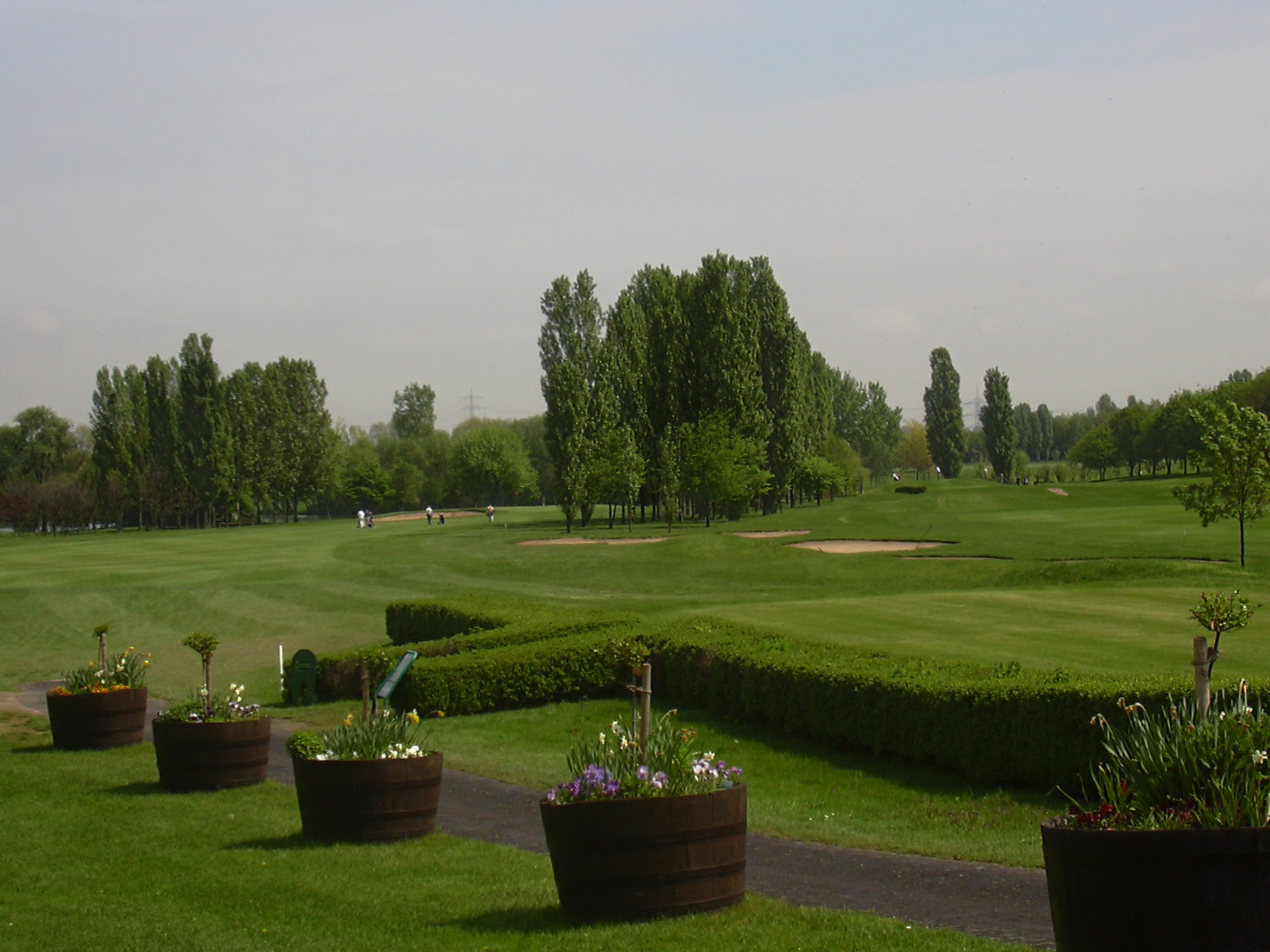
Bäume als strategisches Element: das erste und neunte Fairway im Golfclub Main-Taunus von 1979.

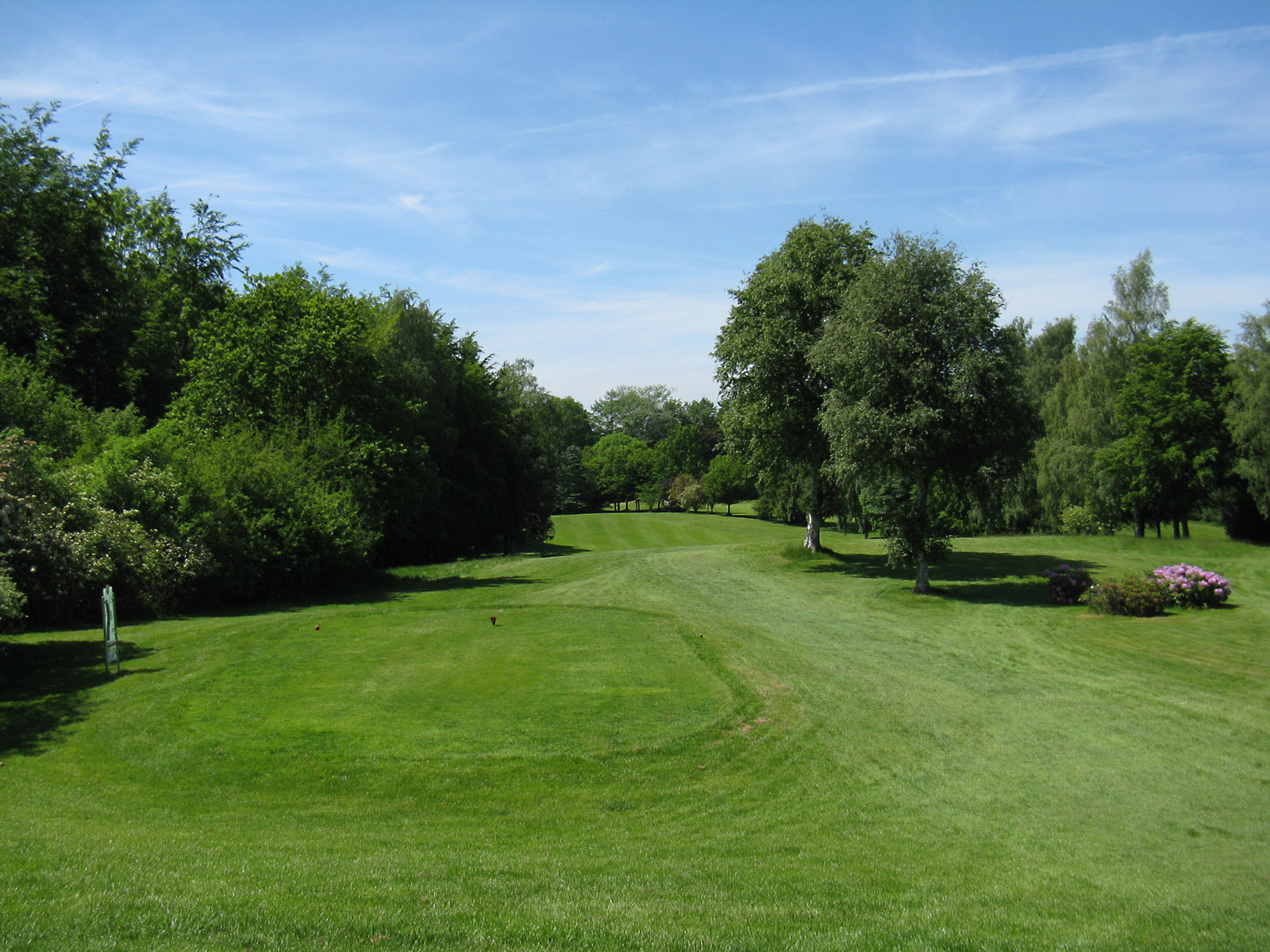
Beispiel für eine stark eingewachsene Spielbahn, womöglich nicht im Sinne des Originalentwurfs (evtl. ausgenommen der Solitärbäume rechts).

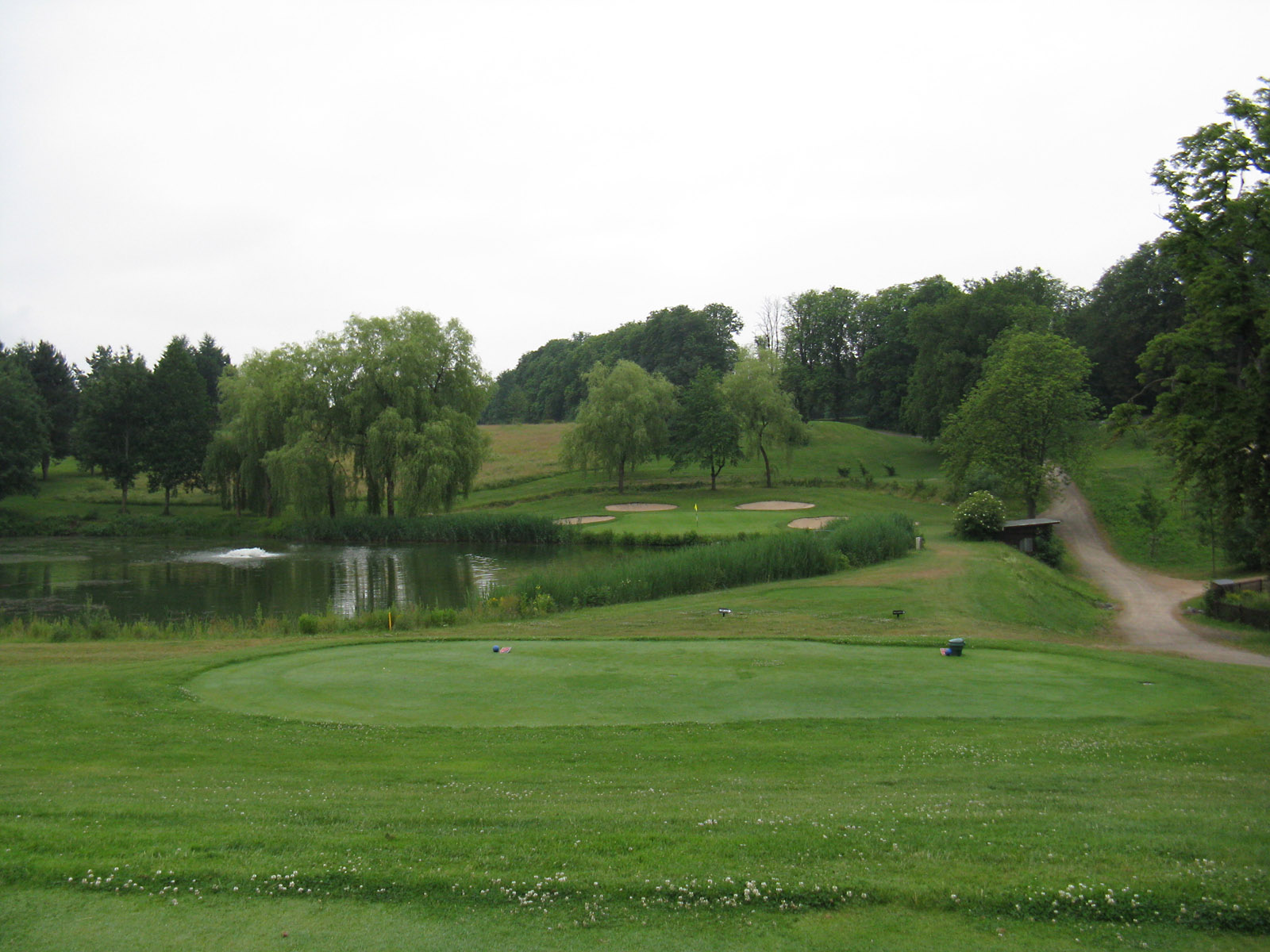
Typische Verwendung eines Wasserhindernisses an Loch 16 des Golfclubs Schloss Braunfels.

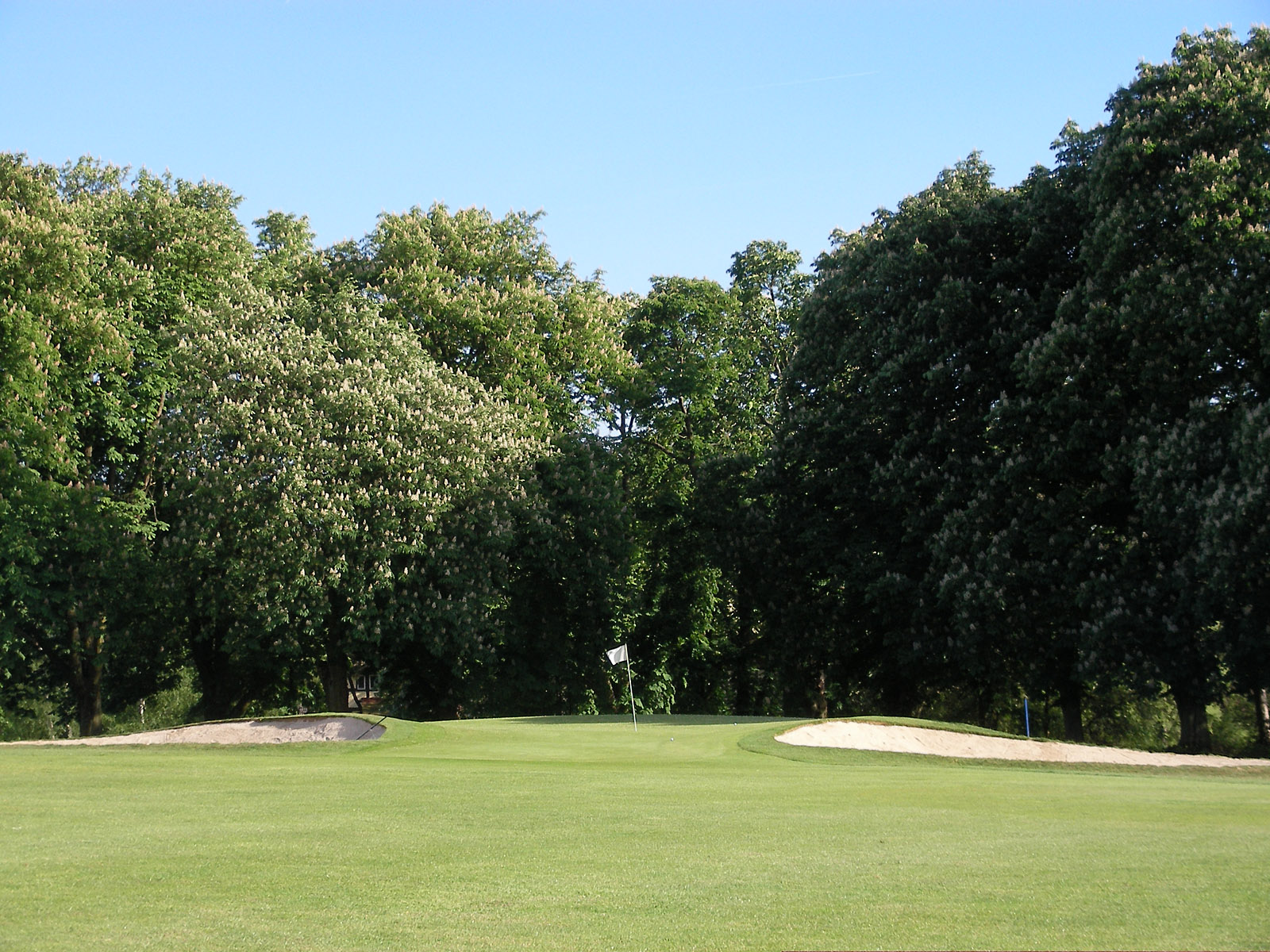
Klassische Bunkergestaltung am Grün der Bahn 2 des Golfclubs Schloss Braunfels.

Insgesamt sind 74 Neuentwürfe und 10 Überarbeitungen von Limburgers bekannt. Mangels eigener deutscher Golftradition orientierte er sich dabei an den britischen Parkland-Layouts eines Herbert Fowler oder Harry Colt. Dessen Firma Colt, Alison & Morrison Ltd hatte auch einige Plätze in Deutschland gebaut, so etwa die renommierten Meisterschaftsplätze Hamburg-Falkenstein und Frankfurt-Niederrad, die von Limburger zweifelsohne gut kannte und in den 1960er Jahren dann auch überarbeitete.
Charakteristisch für seine Golfplätze sind der Einsatz von Bäumen als strategisches Element, immer wieder finden sich Solitäre auf den Fairways, gelegentlich ragen ganze Baumreihen in die vermeintliche oder gewünschte Spiellinie. Die Fairways sind oft eng und enden an kleinen, schwer anzuspielenden Grüns. Womöglich handelt es sich dabei aber nicht immer um bewusste Designentscheidungen, sondern teilweise auch um die Folgen eingesparten Pflegeaufwands seitens der Clubs. Dazu kommen in einigen Fällen (z. B. Stuttgarter Golf-Club Solitude) nachträgliche Veränderungen durch andere Golfarchitekten, die es erschweren, den ursprünglichen Stil von Limburgers heute zu bewerten.
Wasserhindernisse finden sich jedenfalls nur an ausgesuchten Löchern, wo sie dann aber durchaus prägend ins Spiel eingreifen. Der klassische Parkland-Charakter bleibt jedoch immer erhalten, die Teiche und Gräben werden nur punktuell eingesetzt und haben eher intimen Charakter, oft befördert durch eine kleinteilige Bepflanzung.
Bernhard von Limburger war kein großer Freund von Bunkern, schon gar nicht von aufwändig gestalteten Sandlandschaften in der Art eines Alister MacKenzie. Auch die gefürchteten Topfbunker der schottischen Links sieht man bei ihm so gut wie nie. In Frankfurt-Niederrad entfernte er bei seiner Überarbeitung des Platzes gleich 30 Bunker; sein Meisterwerk, die Garlstedter Heide, verfügte von Anfang an nur über 23 Grün- und einen Fairwaybunker. Bis heute hat sich in dieser Hinsicht auf dem Meisterschaftsplatz des Bremer Clubs zur Vahr nicht viel verändert, was ein Indiz für die Nachhaltigkeit des Entwurfs ist.
Obwohl die meisten Experten und Rankings den Hamburger Golfclub in Falkenstein noch etwas höher bewerten, ist die Garlstedter Heide der einzige deutsche Golfplatz, der in den Hauptteil des Weltatlas der Golfplätze aufgenommen wurde. Obwohl der Kurs harte Strafen für den schlechten Schlag bereithält, ist er doch ein sehr gutes Beispiel für das strategische Design von Limburgers, da er trotz aller Enge immer wieder unterschiedliche Optionen bietet. So gibt es etwa am siebten Loch zwei alternative Spielbahnen; der Spieler kann sich für einen einfacheren, aber längeren Weg entscheiden oder das kürzere Fairway nehmen, das allerdings einen perfekten Abschlag verlangt. Auch an den anderen Löchern bieten sich immer wieder alternative Wege zum Grün, Bernhard von Limburger macht hier regen Gebrauch von seiner Spezialität das Spiel durch den Einsatz von Bäumen effektiv zu kontrollieren.
Trotz höchster internationaler Anerkennung (Neil Coles vergleicht die Garlstedter Heide mit Augusta National, Brian Huggett spricht von einem der schwierigsten Plätze Europas) wurden in Bremen nur wenige bedeutende Profiturniere gespielt, da es immer wieder große Feuchtigkeitsprobleme gab. Es ist umstritten, inwieweit diese technische Schwäche, womöglich aufgrund der Auswahl des Geländes, dem verantwortlichen Architekten anzulasten ist. Der lehmige, teils anmoorige Boden war jedoch mit den technischen Möglichkeiten der 1960er Jahre kaum in den Griff zu bekommen. Die gestalterische Qualität des Hauptwerks Bernhard von Limburgers steht in jedem Fall außer Frage.
Trotz seiner erheblichen Produktivität lehnte er Aufträge auch ab, wenn ihm das Gelände nicht vielversprechend erschien. Im Unterschied zu vielen anderen Golfarchitekten mit umfangreichem Œuvre konnte er daher sein Qualitätsniveau auch in der Breite durchhalten.

## Golfplätze Bernhard von Limburgers (Auswahl)
- Krefelder Golfclub (1940)
- Golf- und Land-Club Köln (1952)
- Golf Club Hubbelrath (1961)
- Golf-Club Feldafing (1962)
- Golfclub Murhof (1963)
- Club zur Vahr Garlstedter Heide (1964)
- Atalaya Old Course (1968)
- Stuttgarter Golf-Club Solitude (1969)
- Golfclub Schloss Braunfels (1970)
- Golfclub Hannover e. V. (1923)
- Golfclub Bad Herrenalb-Bernbach (1967)
- Dortmunder Golfclub e. V. (1956)
- Golf und Landclub Bad Salzuflen e. V. (1956)
- Golf and Country Club Basel (1967)
- Westfälischer Golfclub Gütersloh (1972)
- Golfclub Sauerland e.V. (1958)